# Rhinobatos thouin
Glaucostegus thouin (danh pháp cũ: Rhinobatos thouin) là một loài cá đuối cực kỳ nguy cấp trong họ Cá giống dài. Nó được tìm thấy từ vùng nước nông ven biển đến độ sâu 60 m ở Ấn Độ Dương-Thái Bình Dương, trải dài từ Ấn Độ đến Đông Nam Á và cả ở Biển Đỏ. Ngoài ra còn có các ghi chép cũ chưa được xác nhận từ Địa Trung Hải và Suriname.
Nó có chiều dài lên đến 3 m, nhưng thường nhỏ hơn 2,5 m. Nó có màu vàng nhạt hoặc hơi nâu với mõm nhợt nhạt. Nó có một đầu mõm giống hình côn khác thường, làm nó khác biệt so với các thành viên khác của chi Glaucostegus.